# Самойлов, Фёдор Никитич (купец)
Фёдор Ники́тич (также Ники́тович) Само́йлов (2 февраля 1817, Москва — 8 июня 1895, там же) — русский купец и благотворитель.

## Биография
Достоверных сведений о происхождении Фёдора Никитича Самойлова нет, однако в списке 3-й гильдии московского купечества за 1801 год значился некий Пётр Самойлов, 50 лет, прибывший в Москву с сыном Никитой, 20 лет. О ранних годах Фёдора Никитича сведений нет, он впервые упоминается лишь в 1850 году, когда поступил в 3-ю купеческую гильдию «из мещан». Самойлов занимался торговлей шёлковым товаром в Ветошном ряду вблизи Красной площади. Был членом 3-й, затем 1-й, а под конец жизни 2-й купеческих гильдий. Был старостой Церкви Грузинской Божией Матери на Воронцовом Поле в Москве. Проживал в собственном доме. Был женат на Евдокии (Авдотье) Васильевне Самойловой (1825—1881). 

## Благотворительность

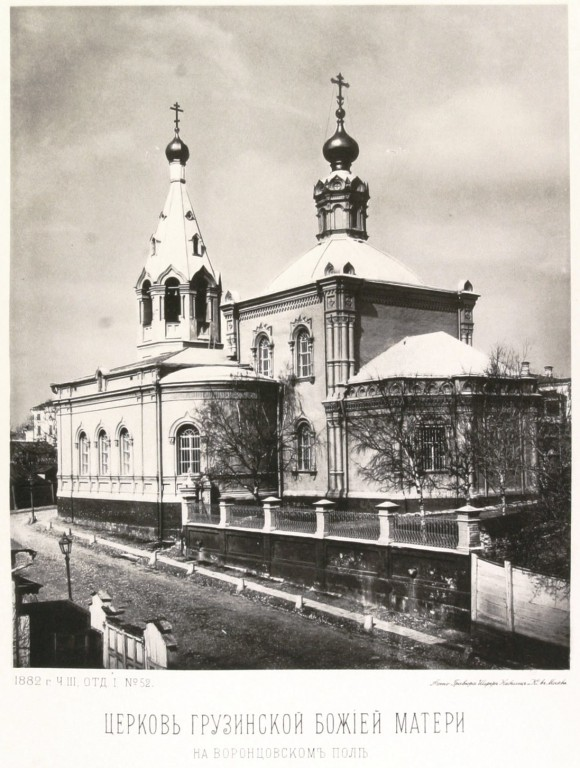
Церковь Грузинской Божией Матери на Воронцовском Поле

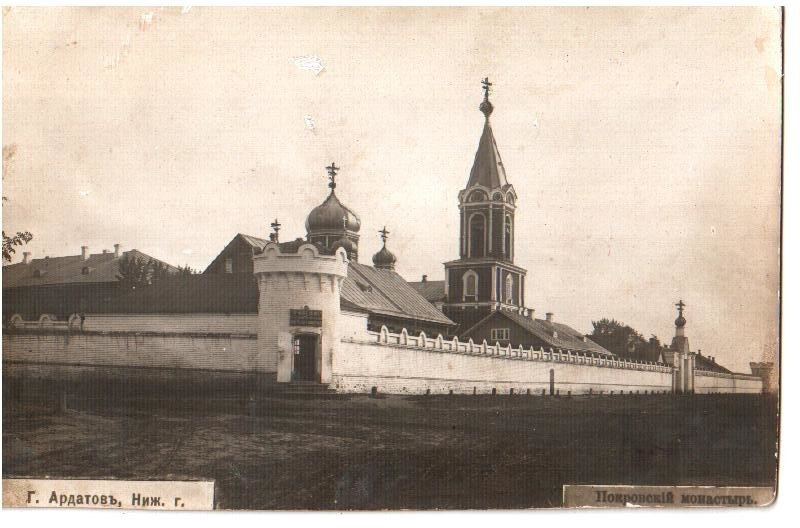
Ардатовский Покровский монастырь. Почтовая открытка начала XX века

Фёдор Никитич был известен как крупный благотворитель. В частности, он выделял большие суммы собственных денег на поддержание и развитие православных церквей, монастырей, богаделен и приютов. Общая сумма выделенных им на подобную благотворительность средств оценивается в 249 000  рублей, из них: 50 000 рублей — Ардатовскому Покровскому женскому монастырю, 41 000 рублей — Церкви Грузинской Божией Матери на Воронцовом Поле, 40 000 рублей — Православному миссионерскому обществу и так далее. Также он учредил богадельню на 19 человек в селе Ямкине Богородского уезда Московской губернии, пожертвовав на её содержание капитал в размере 13 500 рублей. Помимо этого, Фёдор Никитич пожертвовал Московскому купеческому обществу и Московскому общественному управлению в общей сложности 287 205 рублей, из которых — 100 000 рублей и собственный дом по завещанию на устройство Странноприимного дома для приходящих в Москву за сбором подаяний монахини, 75 000 рублей на пособия бедным к Рождеству и Пасхе, 25 000 рублей на пособия бедным невестам, 10 000 рублей на постройку церкви при Яузской больнице и так далее. Странноприимный дом действовал в доме Самойлова действовал с 1895 по 1911 год, после чего был закрыт Священным синодом. После закрытия Странноприимного дома и до 1914 года в бывшем доме Самойлова размещался Самойловский лазарет. Также купец был основателем стипендий имени Фёдора и Евдокии (жены) Самойловых, которые вручались ученикам Мещанских училищ с 1881 по 1900 годы.